# Metal progressiu
El metal progressiu (progressive metal en anglès) és un gènere musical que fusiona música progressiva (en concret rock progressiu) i metal en qualsevol de les seues variants. Alguns exemples són Planet X (metal progressiu instrumental), Liquid Tension Experiment (instrumental), Watchtower (thrash-progressiu), Fates Warning (heavy-progressiu), Atheist (death-progressiu), Paradise Lost (doom-progressiu) o Enslaved (black-progressiu).

## Estil

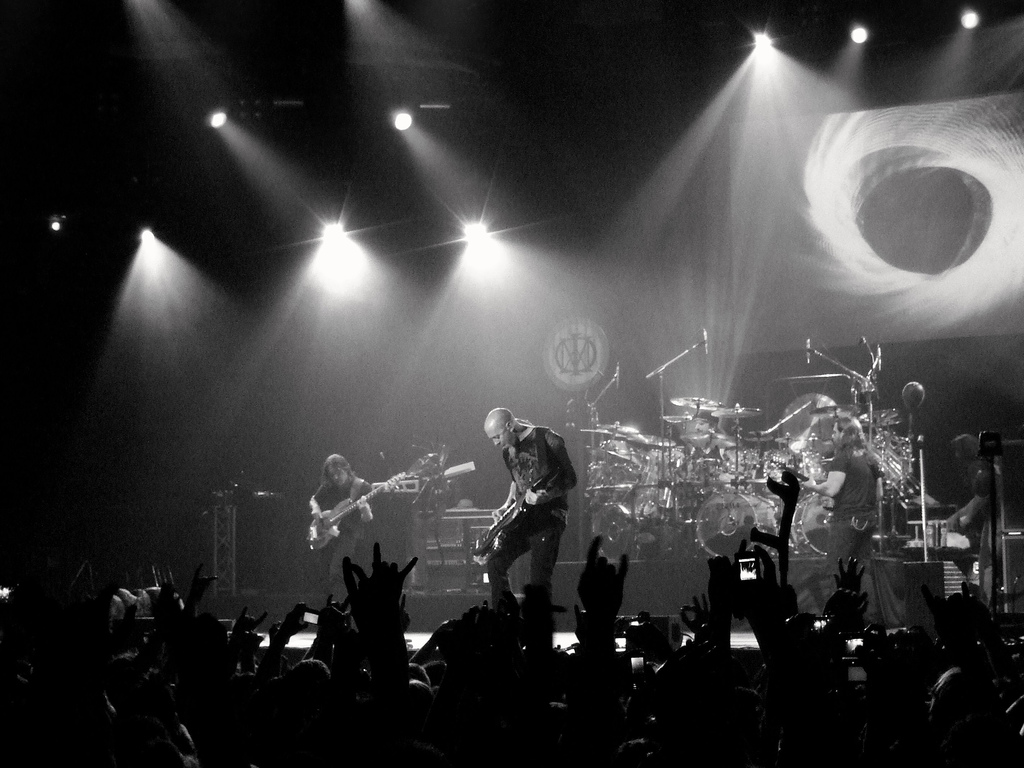
Dream Theater en directe a Badalona.

El metal progressiu, sovint anomenat també "The Thinking Man's Metal" (el metal de l'home pensador), és un gènere musical fusió de metal i rock progressiu que es distingeix pels seus freqüents canvis de temps i els patrons en la bateria. Inclou les guitarres i la duresa del metal, amb les característiques rítmiques i influències del rock progressiu. D'aquesta forma, ha estat definit per alguns com "Iron Maiden meets Genesis" (en català:"una barreja d'Iron Maiden amb Genesis").
La base és ací el rock progressiu, pel que és freqüent que algunes bandes (sobretot de la part menys heavy com Dream Theater en els seus primers discs) oscil·len en la línia de separació entre el rock progressiu i el metal progressiu. Els elements que estan presents són: freqüents canvis de tempo i diferents tipus d'amalgama, manera de la música, improvisacions, una gran tècnica per part dels músics, l'aparició progressiva d'instruments, línies de baix complexes, etc.
Els músics solen ser molt virtuosos, fet que demostren als llargs solos instrumentals als concerts en viu. És per això que entre els músics de metal progressiu n'hi ha d'alguns dels músics més virtuosos i veloços del món, com el guitarrista John Petrucci o el bateria Mike Portnoy, ambdós de Dream Theater.

## Història
Cal cercar els inicis del metal progressiu a mitjans dels vuitanta. En 1985 Watchtower grava el clàssic Energetic Disassembly, un disc ple de canvis de temps i passatges complexos. És potser el primer àlbum a fer una amalgama entre el progressiu i el metal més dur de l'època. Fates Warning s'acostaria al progressiu amb el disc Awaken The Guardian en l'any 1986; però finalment poliria i definiria el seu estil amb el grandiós No Exit de l'any 1988. Sense una gran popularitat durant els vuitanta, el metal progressiu va eixir a la llum quan en 1990 la banda Queensryche va editar el single 'Silent Lucidity', el qual es va convertir en un gran èxit en MTV. Al començament dels anys 1990 el metal progressiu va collir un dels seus grans èxits (tant musical com comercial) amb l'àlbum de Dream Theater Images And Words el qual va vendre milions de còpies en tot el món. Encara que després d'aquests esdeveniments aquest subgènere musical mai ha tingut un èxit tan gran, sí que ha assolit una audiència madura de fans per tot el món.

## Influències
Com molts dels subgèneres del heavy metal, el metal progressiu podria ser dividit alhora en un gran nombre de subgèneres, però hi ha bastant amb esmentar que les influències que es troben en aquest estil són d'allò més variades, des del New Age (Tool), jazz (Dream Theater), la música clàssica (Symphony X) o el metal gòtic (Dark Erm). Una d'aquestes influències que està tenint gran rellevància en aquests dies és el que es coneix com a metal progressiu "extrem", amb veus d'orientació death metal (Opeth).